# ロフタス・ロード
MATRADEロフタス・ロード・スタジアム（MATRADE Loftus Road Stadium or Loftus Road）は、イングランド・ロンドンにあるスタジアム。現在は、クイーンズ・パーク・レンジャーズFCのホームスタジアムである。収容人数は18,439人。

## スタンド
サウス・アフリカ・ロード & ザ・パドック (South Africa Road Stand and The Paddocks)、メインスタンド。2層構造。ロフタス・ロードに4つある中で一番大きいスタンド。
エラズリー・ロード・スタンド ( Ellerslie Road Stand)、バックスタンド。1層構造で2層分をカバー。座席にはQPRのロゴがプリントされている。
ザ・ロフタス・ロード・スタンド (The Loftus Road Stand, The Loft)、ホーム側ゴール裏スタンド。2層構造。または、ザ・ロフトとも呼ぶ。多くのサポーターとシーズンチケットホルダーが陣取る。
スクール・エンド (School End)、アウェー席があるゴール裏スタンド。2層構造。

## 交通アクセス

### バス
- 283番、Bloemfontein Road下車
- 72、95 & 220番、ホワイト・シティ駅(White City tube station)下車。

### アンダーグラウンド（ロンドン地下鉄）
- ハマースミス&シティー線のシェパーズ・ブッシュ・マーケット駅下車。
- セントラル線のホワイト・シティ駅下車。徒歩10分。

## スタジアム名
- 1904-2019: ロフタス・ロード・スタジアム
- 2019-2022: カイヤン・プリンス・ファウンデーション・スタジアム
- 2022-2023: ロフタス・ロード・スタジアム
- 2023-現在: MATRADEロフタス・ロード・スタジアム

## 入場者数

### 最多入場者数
- 35,353 (旧ディビジョン1) QPR v リーズ, 1974.4.27
- 19,002 (ディヴィジョン1) QPR v マンチェスター・シティ, 1999.11.06 (全面座席改修後)